# Шеелит
Шеели́т — минерал, вольфрамовая руда, состоит из CaWO4 (вольфрамат кальция) с примесями WO3, Mn, Sr, Nb, Ta, Cr, F, Cu, обычно окрашен в серый, жёлтый, бурый или красный цвет.
Один из немногих природных вольфраматов, что, учитывая обширное использование в промышленности, делает шеелит очень ценным минералом. Шеелит не признавался как минерал до 1821 года, когда немецкий минералог Карл Ц. фон Леонгард дал это название в честь шведского химика К. В. Шееле (1742—1786), который обнаружил, что он является солью вольфрамовой кислоты. Из-за большого удельного веса шеелит также называют «тяжелым камнем».

## Физико-химические свойства
Состав (%): 19,48 — CaO; 80,52 — WO3. Иногда содержит в качестве изоморфной примеси до 10 % MoO3. Кристаллы прозрачны или полупрозрачны, представлены в широкой цветовой гамме — от прозрачного до бурого с доминированием жёлтых и оранжевых оттенков. Под воздействием ультрафиолетовых лучей кристаллы шеелита испускают яркое свечение бледно-голубой или жёлтой окраски. Плавится с трудом. Растворяется в азотной и соляной кислотах с выпадением желтоватого осадка вольфрамовой кислоты.
Размеры кристаллов шеелита невелики, но иногда встречаются экземпляры длиной до 35 см. Кристалл минерала может быть синтезирован с применением процесса Чохральского. В США синтетический шеелит получен в 1943 году.

## Месторождения
Промышленные месторождения обычны в скарнах.
Встречается в гидротермальных месторождениях в кварцевых жилах вместе с арсенопиритом, галенитом, карбонатами и пиритом.
Крупнейшие месторождения шеелита находятся в Китае (Сычуань), Южной Корее, Великобритании, России (Средний Урал, Чукотка, Восточное Забайкалье, Северный Кавказ), Таджикистане, Намибии, Австрии, Бразилии (Минас-Жерайс), Боливии, Перу, Мексике, США (Невада, Калифорния, Аризона), Испании, Италии, Франции и Австралии.

## Применение
Шеелит добывается для получения вольфрама и его соединений. Кристаллы шеелита с примесями лантаноидов могут быть использованы в квантовых генераторах света (лазерах). Используется в ювелирном деле. Друзы кристаллов ценятся коллекционерами.

## Значение в кристаллографии
Шеелит является родоначальником  структурной группы шеелитов общей формулы ABO4, при этом если А - двухзарядный катион (Ca2+, Sr2+ и т.п.) , то B - элемент в степени окисления VI  (Mo, W, и др.), в этом случае соединения малорастворимы в воде: однако, если А - однозарядный катион такой как K+, Rb+, то B - элемент в степени окисления VII (например, Tc, Re).